# براندی‌واین (دلاویر)
براندی‌واین (به انگلیسی: Brandywine) یک منطقهٔ مسکونی در ایالات متحده آمریکا است که در دلاور واقع شده‌است. براندی‌واین ۱۲۴٫۹۷ متر بالاتر از سطح دریا واقع شده‌است.